# Bogdanowice
Bogdanowice (auch Badanow, deutsch Badewitz) ist ein Ort in der Stadt- und Landgemeinde Głubczyce im Powiat Głubczycki der Woiwodschaft Opole in Polen.
Ortsteil von Bogdanowice ist Bogdanowice-Kolonia (Kolonie Badewitz).

## Geographie
Das Angerdorf Bogdanowice liegt vier Kilometer südlich von Głubczyce (Leobschütz) und 68 Kilometer südlich von Opole (Oppeln) in der Nizina Śląska (Schlesische Tiefebene). Durch das Dorf fließt der Bach Złotnik.

## Benachbarte Gemeinden
| Gołuszowice (Kreuzendorf)           | Nowy Rożnów (Neu Roznow)                    | Grobniki (Gröbnig)             |
| Krzyżowice (Głubczyce) (Kreisewitz) | Kompassrose, die auf Nachbargemeinden zeigt | Bernacice (Wernersdorf)        |
| Zubrzyce (Sauerwitz)                | Włodzienin (Bladen)                         | Nowa Wieś Głubczycka (Neudorf) |

## Geschichte

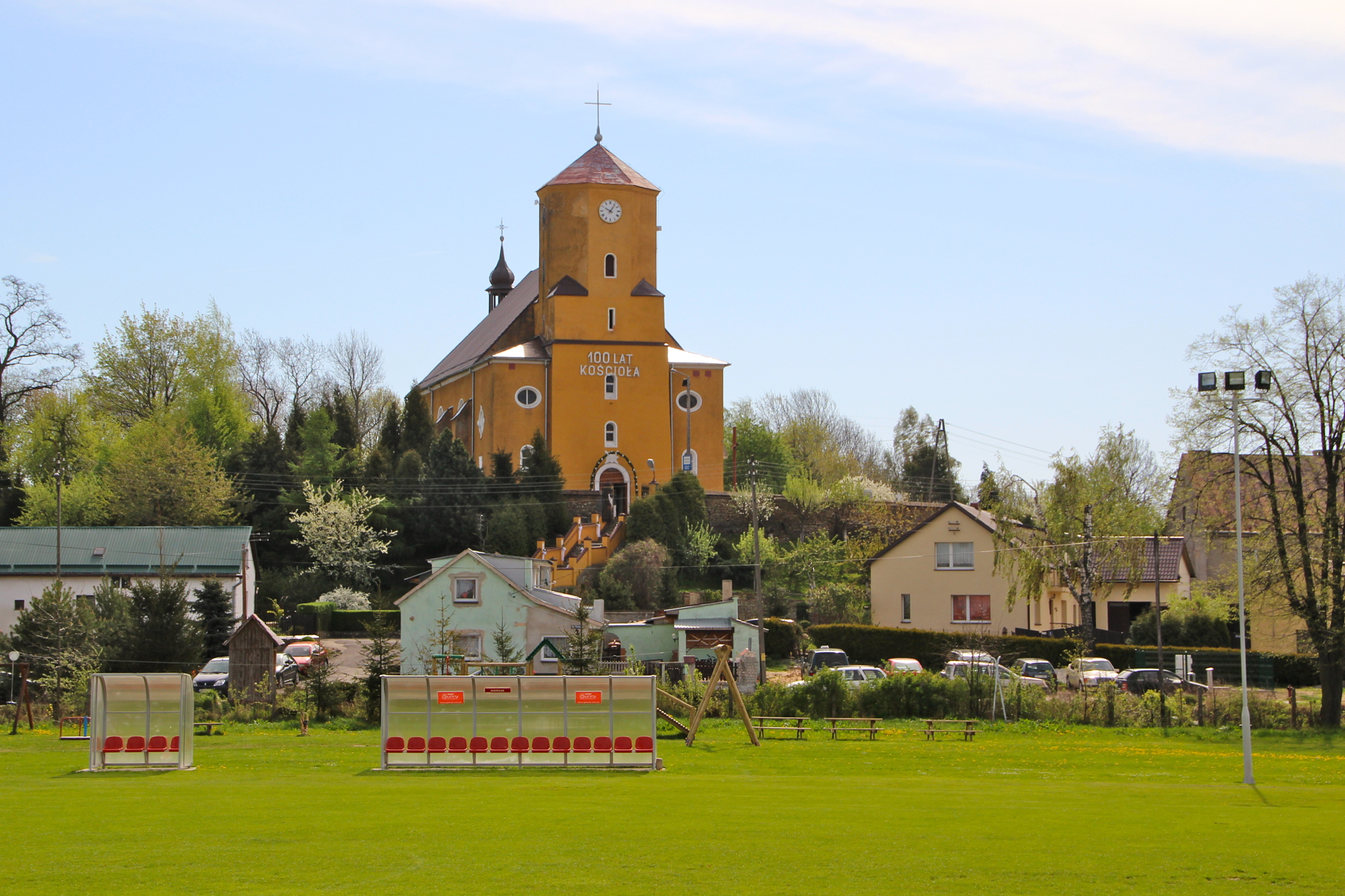
Kreuzerhöhungskirche

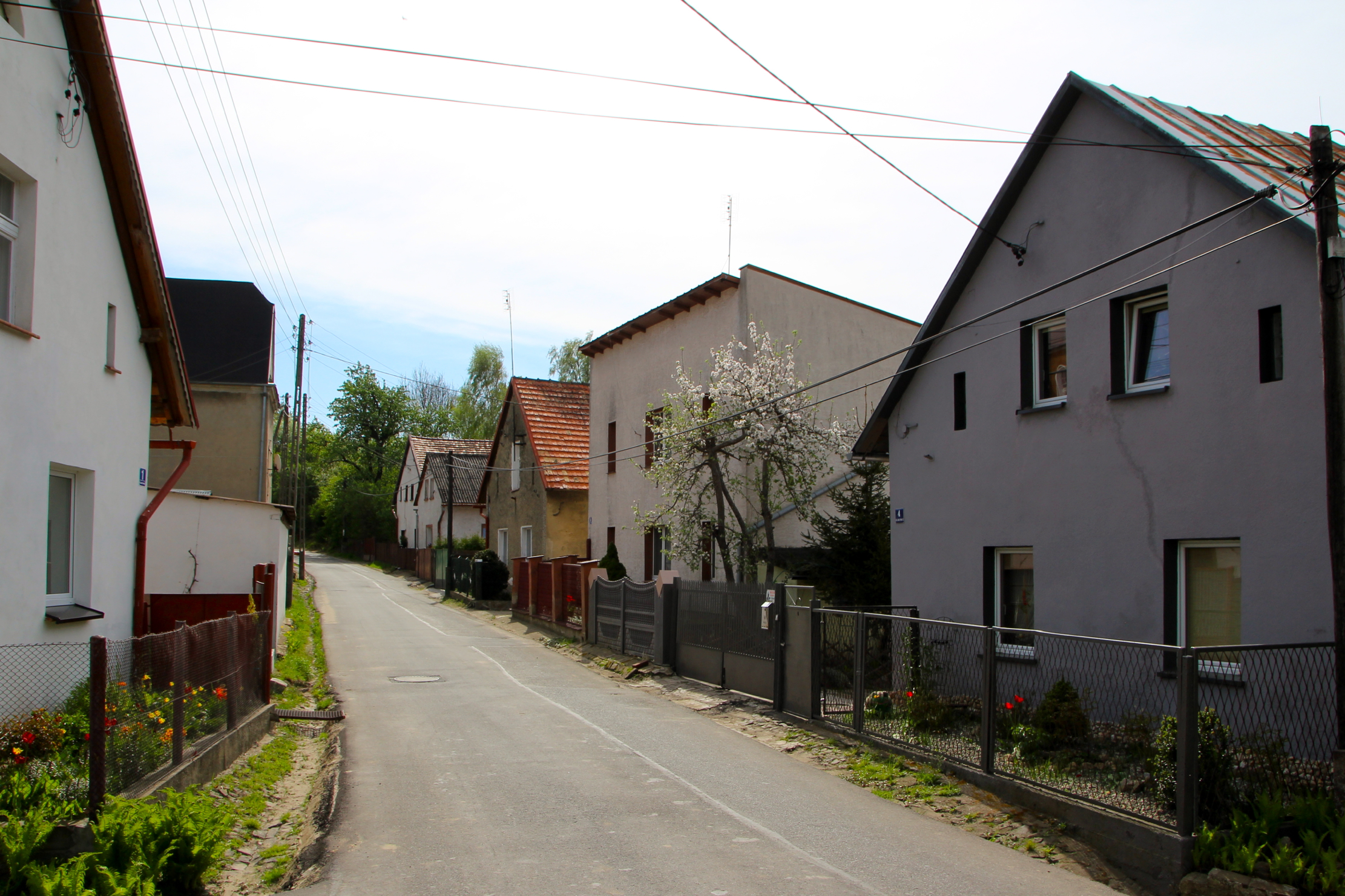
Dorfansicht

Der Ortsname leitet sich vom slawischen Namen Bogdan (deutsch Theodor) ab und bedeutet, Besitzung des Bogdan. Das Dorf wurde im Rahmen der Hochmittelalterlichen Ostsiedlung gegründet. Gründer, Lokator und Zeitangabe liegen im Dunkel der Geschichte. Badewitz gehörte zum Weichbild Leobschütz und war damit wirtschaftlich und politisch mit der Stadt verbunden. Das Gebiet um Leobschütz hat für die Landwirtschaft besonders geeignete Böden. Deshalb stand im Dorf die Dreifelderwirtschaft im Vordergrund. Historisch sicher belegt ist der Ort in einer Urkunde vom 8. November 1342 als „Bogdanowitz“. Weitere Schreibweisen waren 1369 Bohdanowitz, 1417 Bohdanowicz, 1432 Buohdanowicz, 1450 und 1453 Badewitz, 1454 Bodanowiz und 1455 Bodanowicz. Der Übergang von der mittelalterlichen Grundherrschaft zur Gutsherrschaft fiel in die Zeit der mährisch-schlesischen Adelsfamilie ze Szlimakova, deutsch von Schneckenhaus.
Eine Kirche im Ort bestand seit 1542. Im Laufe des 16. Jahrhunderts wendete sich das Dorf wie auch die Grundherrenfamilie von Schneckenhaus der Reformation zu. Trotz massiver Repression von Seiten des 1622 eingesetzten Fürsten Liechtenstein hielten viele Einwohner bis Anfang des 18. Jahrhunderts weiterhin zum Luthertum.
Der Dreißigjährige Krieg bedeutete schwere Notlagen für das Weichbild und das Dorf. Das Gut und viele Bauernstellen lagen öd und waren verschuldet. 1672 hatte das Dorf nur noch 217 Einwohner, während es 1783 auf 740 Einwohner kam. Ein Kennzeichen der sozialen Gliederung des Dorfes ist eine über viele Jahre stabile Zahl an Freibauernstellen. Im Karolinischen Kataster 1723/25 sind 41 Bauern belegt, neun „Freygärtner“ und 14 Robotgärtner (Frongärtner). Die Zahl der Bauernstellen blieb bis Mitte des 19. Jahrhunderts recht stabil (1864: 46).
Nach dem Ersten Schlesischen Krieg 1742 fiel Badewitz mit dem größten Teil Schlesiens an Preußen. Nach der Neugliederung der Provinz Schlesien gehörte die Landgemeinde Badewitz ab 1816 zum Landkreis Leobschütz im Regierungsbezirk Oppeln. 1845 bestanden im Dorf eine katholische Pfarrkirche, eine katholische Schule, ein Schloss, eine Brauerei, eine Brennerei, zwei Wassermühlen, eine Windmühle, eine Beckenmühle und 211 Häuser. Im gleichen Jahr lebten in Badewitz 1292 Einwohner, davon acht evangelisch und neun jüdisch. 1861 zählte Badewitz 46 Bauern, 34 Gärtner- und 106 Häuslerstellen. 1874 wurde der Amtsbezirk Wernersdorf gebildet, dem die Landgemeinden Badewitz, Neudorf und Wernersdorf und den Gutsbezirk Badewitz eingegliedert wurden. 1885 wurden 1353 Einwohner gezählt. 1910 wurde unter Pfarrer Swoboda die neue römisch-katholische Kirche fertiggestellt. 1917 zerstörte ein Hochwasser einige Häuser im Ort.
Nach dem Ersten Weltkrieg stimmten bei der von den Siegermächten angeordneten Volksabstimmung in Oberschlesien am 20. März 1921 in Badewitz 1023 Personen für einen Verbleib bei Deutschland und vier für Polen. Badewitz verblieb wie der gesamte Stimmkreis Leobschütz beim Deutschen Reich.
Unter der Nationalsozialistischen Diktatur wurde am 28. Juli 1936 aus rassistischen und nationalistischen Gründen Badewitz in „Badenau“ umbenannt. Der Kriegsverlauf des Zweiten Weltkrieges verschonte auch Badenau nicht. Die Kriegshandlungen und Zerstörungen führten zu einer großen Fluchtbewegung. Die Front überrollte das Dorf erst am 24. März 1945.
Als Folge des Zweiten Weltkriegs fiel  der ehemals deutsche Ort Badewitz/Badenau mit dem größten Teil Schlesiens an Polen. Nachfolgend wurde es in Bogdanowice umbenannt und der Woiwodschaft Schlesien angeschlossen. Im Mai 1945 kam ein Teil der geflüchteten Dorfbevölkerung zurück. Am 12. Juni 1946 wurde die verbliebene deutsche Bevölkerung vertrieben. 1950 wurde Bogdanowice der Woiwodschaft Opole eingegliedert. Seit 1999 gehört es zum Powiat Głubczycki.

## Dorfschule
Mindestens seit 1719 mit der Besetzung der katholischen Pfarrstelle gab es im Ort eine Schule, die neben der Kirche und dem Pfarrhaus gelegen war. Die Schulaufsicht führte bis 1874 der Ortspfarrer, danach der Kreis Leobschütz. Bei der Volkszählung 1871 stellte sich heraus, dass von 1432 Einwohnern 200 Analphabeten (13,96 %) waren.

## Sehenswürdigkeiten

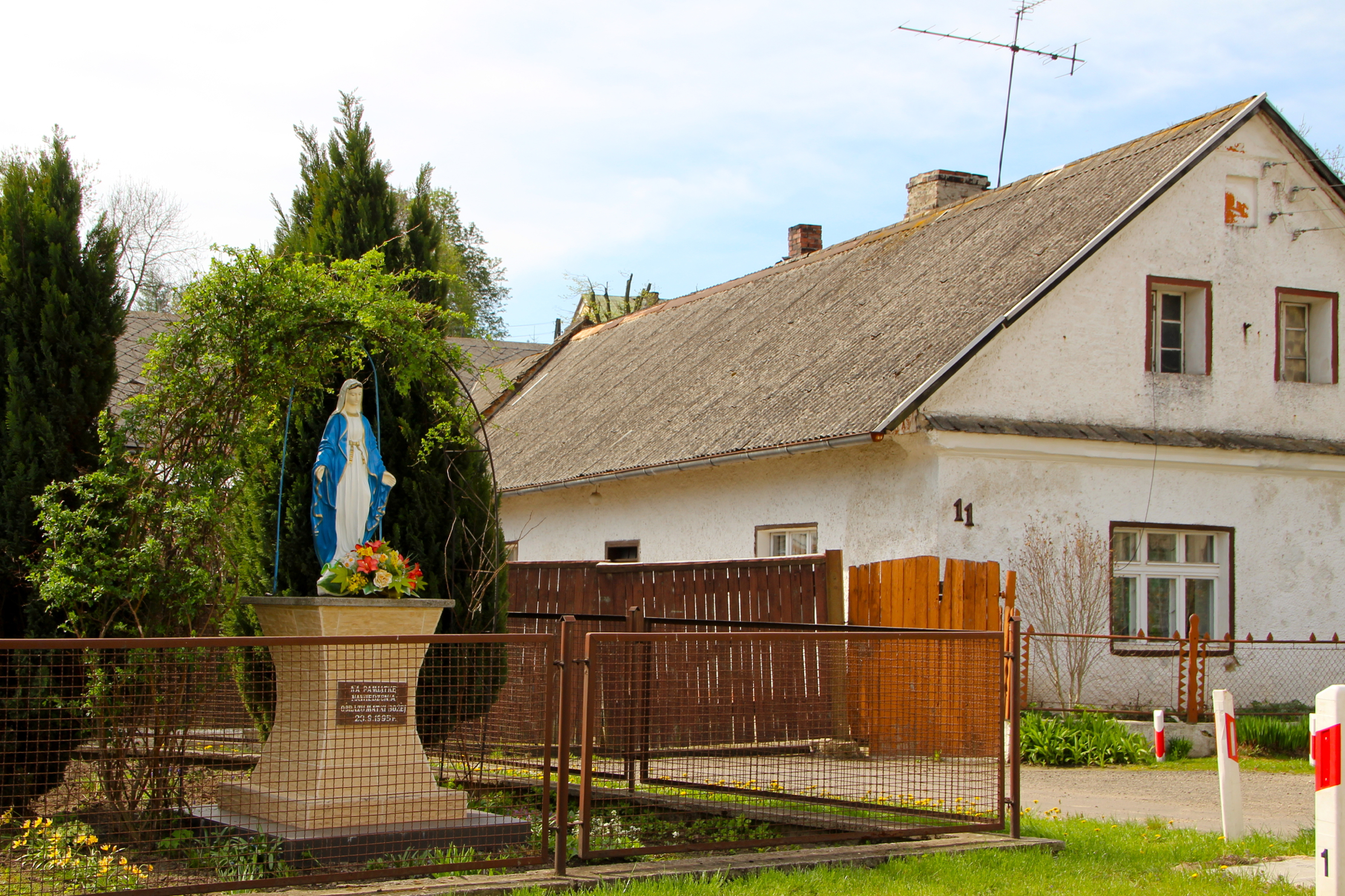
Marienstatue

- Die römisch-katholische Kreuzerhöhungskirche (Kosciół Podwyższenia Krzyża Świętego) wurde 1910 im Stil des Neubarock errichtet. Der Vorgängerbau wurde abgetragen, lediglich der Glockenturm blieb stehen. Dieser erhielt eine barocke Zwiebelhaube. Im Zweiten Weltkrieg wurde der Kirchenbau stark zerstört und nach Kriegsende 1945 wieder aufgebaut. Die ursprüngliche Haube des Glockenturms wurde nicht wieder errichtet. Der Kirchenbau steht seit 2010 unter Denkmalschutz.[21]
- Denkmal für Papst Johannes Paul II.
- Neugotische steinerne Wegekapelle
- Statue des böhmischen Landesheiligen Johannes Nepomuk
- Marienstatue
- Mariengrotte
- Statue hl. Florian
- Steinerne Wegekreuze
- Grabplatten von Angehörigen der Familie von Schneckenhaus (ze Szlimakova)

## Einwohnerentwicklung
| 1672 | 1783 | 1819 | 1833 | 1871 | 1890 | 1910 |
| ---- | ---- | ---- | ---- | ---- | ---- | ---- |
| 217  | 780  | 872  | 1184 | 1429 | 1314 | 1159 |

## Vereine
- Freiwillige Feuerwehr OPS Bogdanowice
- Fußballverein LKStart Bogdanowice, gegründet 1957. Der Verein verfügt über ein Stadion für 950 Zuschauer, davon 451 Sitzplätze.